# One Too Many Mornings
«One Too Many Mornings» es una canción escrita por Bob Dylan incluida en su tercer álbum de estudio The Times They Are A-Changin' en 1964. Los acordes y la melodía de la voz son, en algunos momentos, muy parecidos a "The Times They Are a-Changin'", canción que da título al álbum. Está en la tonalidad de do mayor.

## Otras grabaciones
Otras grabaciones de esta canción publicadas oficialmente pueden encontrarse en:
- Pista 2 (3:47) del álbum Hard Rain, grabada el 23 de mayo de 1976, en el Hughes Stadium, en Fort Collins, Colorado, EE. UU., con los componentes de la Rolling Thunder Revue. Es una versión novedosa, muy distinta de la grabación original.

- Pista 6 (4:22) del Disco 2 del bootleg oficial The Bootleg Series, Vol. 4: Live 1966. The "Royal Albert Hall" Concert, grabada el 17 de mayo de 1966 en el Royal Albert Hall, Londres, Reino Unido, con los miembros de The Hawks (posteriormente llamados The Band). Destaca por el cambio en el tempo del estribillo y el coro con Rick Danko.

## Versiones
- Burl Ives, en su álbum homónimo The Times They Are A-Changin, con versiones de Dylan, entre otros.

- Joan Baez, en su álbum de versiones de Dylan, Any Day Now

- La banda de San Francisco, The Beau Brummels, en un sencillo de 1966

- La banda indie australiana The Panics, en el Bouns LP Join The Dots, incluido en limitadas ediciones de su álbum Cruel Guards (2007)